# Xogunato Kamakura
Xogunato Kamakura, ou Kamakura Bakufu (鎌倉幕府, em japonês) ou Período Kamakura (1192-1333), foi o primeiro regime militar feudal japonês, durante o período de 1185 (ou em 1192, quando foi formalmente reconhecido) a 1333, após a Batalha de Dan no Ura dirigida pelo comandante do exército (xogum) Minamoto no Yoritomo (do clã Minamoto), conhecido como o xogunato Kamakura. Com a capital administrativa na cidade de Kamakura (Kanagawa).
O xogunato foi controlado por três integrantes do clã Minamoto junto com o clã Hōjō, cujos membros foram os verdadeiros governantes (shikken) nomeados pelo xogum, onde em 1203 Hōjō Tokimasa (sogro de Minamoto no Yoritomo) exerceu o primeiro cargo de Shikken.
Este foi o primeiro governo militar, que conduziu a ascensão dos samurais como  classe dominante do país, anteriormente considerada como inferior à aristocracia tradicional.

## Etimologia
Ao governo comandado por um xogum, ou a ditadura militar exercida por um xogum, denominado em português como Xogunato, em japonês como Bakufu (幕府, lit. "governo coberto" ou "tenda do governo"), que originalmente representava a casa do xogum.

## História

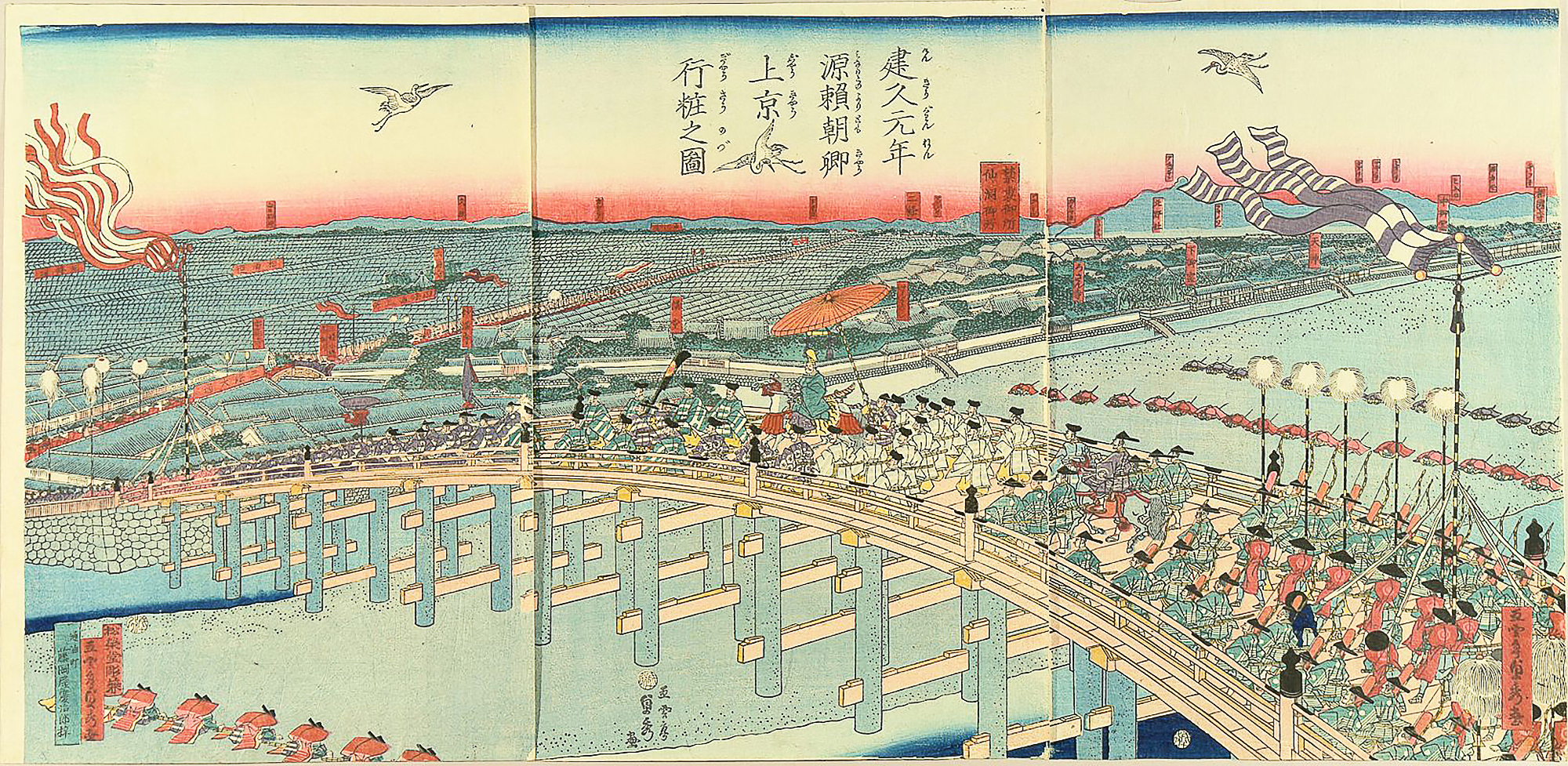
Minamoto no Yoritomo's vai para Kyoto no início do Shogunato Kamakura

Antes do estabelecimento do xogunato Kamakura, o poder civil no Japão era majoritariamente gerido pelos imperadores e seus regentes, com ações da corte imperial e clãs aristocráticos que nela disputavam.
Ocorriam disputas diárias por demarcação das terras e por posse do poder. O governo central imperial era distante, onde o imperador tinha representatividade mais divina que política. Como consequência os senhores de terras (daimyô) criaram pequenos exércitos particulares para defender seus feudos (han), ou para saquear às terras vizinhas, formados por samurais, treinados na arte da luta de espadas, que garantiam a ordem interna e resolviam algumas questões administrativas.
Ao longo dos anos, os samurais foram ganhando espaço e, no século X foi oficializado o termo "samurai", e este ganhou novas funções, como a militar na corte imperial. Quando em 1192, o samurai Yoritomo Minamoto tornou-se o primeiro general (xogun), um militar nomeado para cuidar da administração e da segurança do país. O cargo de xogun era vitalício e hereditário e podia ser conquistado pela força, desde que o imperador aprovasse a família vencedora. No século XII, a classe samurai foi oficialmente reconhecida como casta social. Que passou a ocupar o topo da hierarquia social japonesa, embora não fosse a mais rica, havia poucos samurais abastados.
Assuntos militares foram manipulados sob os auspícios do governo civil. Quando o clã Minamoto (Genji) combateu o clã Taira (Heike) na Guerra Civil Genpei (1180-1185, final da era Heian). Esta iniciou quando os Minamoto apoiaram um candidato ao trono imperial diferente dos Taira, que em 1185, foram vencidos na batalha naval de Dan-no-ura, colocando os samurais no poder. Em 1192, os Minamoto estabelecem um governo militar, com sede na cidade de Kamakura, iniciando o Período Kamakura ou Xogunato Kamakura, liderados por Minamoto no Yoritomo, que limitou os poderes da aristocracia.
No final do século XII, com o estabelecimento dos Xogunatos, iniciou o período de sete séculos de dominação político-social samurai e comando de três clãs sobre o povo japonês.
Marcado por conflitos sangrentos, onde o objetivo do governo central, representado pelo xogun, era unificar o país, contra o objetivo dos daimyô, de defender a sua independência em relação ao xogun. Em 1600, ocorreu uma das maiores batalhas, a de Sekigahara, onde em seis horas de confronto, morreram trinta e cinco mil homens somente do lado derrotado.